# Miron Cristea
Miron Cristea, nome monástico de Elie Cristea, (Topliţa, 20 de julho de 1868 — Cannes, 6 de março de 1939) foi um clérigo e político romeno nascido na Áustria-Hungria. Foi o primeiro Patriarca da Igreja Ortodoxa Romena e também Primeiro-Ministro da Romênia por cerca de um ano (entre 11 de fevereiro de 1938 até sua morte).